# ZARD Cruising & Live 〜限定盤ライヴCD〜
『ZARD Cruising & Live 〜限定盤ライヴCD〜』（ザード・クルージング・アンド・ライブ・げんていばんライブシーディー）は、ZARDが2000年1月26日にB-Gram RECORDSから発売された1枚目のライブアルバムである。

## 概要
- ベストアルバム『ZARD BEST The Single Collection 〜軌跡〜』に封入されていた葉書の抽選で当選した人が招待された船上ライブ「LIVE AT THE PACIFIC VENUS」をCD化したもの。ライブの音源をほとんどそのまま収録している。また、トークも非常に少なく、ほとんどの曲が曲間がなくつながっている。
- ZARDでは唯一の限定枚数生産30万枚（初回盤などは除く）。また、オリコンの売上枚数集計では、最終ランクイン週までに30万枚をわずかに超える売上が集計されている。限定数を表明・明記した上で発売されている作品の中では初の例であった。
- オリコン初登場は20万枚を超える初週売上を記録したが、同日に発売された安室奈美恵の「GENIUS 2000」に阻まれ2位となり、ZARDのアルバム連続1位記録は今作で一旦途切れている。
- 基本的にヒットしたシングルをメインに歌われているが、「マイ フレンド」、「きっと忘れない」、「永遠」、デビュー曲である「Good-bye My Loneliness」などヒット曲でも歌われていない曲もある。また、ライブ開催年に発売されたオリジナル・アルバムの「永遠」の曲が数曲歌われている。
- 2枚目のCD-ROMは発売当時の推奨バージョンのQuick Timeを使用して視聴するため、Quick TimeのインストールがCD-ROMから可能になっており、2018年現在のパソコンでは一部起動しないものもある。またオーディオ機器などに入れると壊れる場合があるため注意が必要である。
- VHSメイキングビデオはカラーHi-Fi仕様、収録時間12分である。
- CDがブックレット付きの箱に収められ、VHSビデオカセットと共に透明青ビニール袋に収納され販売された。

## 収録曲

### DISC1 LIVE CD
1. 揺れる想い
2. 君がいない
最初の2曲はメドレー形式。簡単な挨拶が入る。
3. 心を開いて
4. Don't you see!
1番のサビの部分で歌詞を忘れ、最後だけ2番の歌詞を歌ったりとつまずきがある。最後のサビが歌い終わるとすぐに次の曲へ移る。
5. 世界はきっと未来の中
曲の終了後、クルーザーでの船旅について触れ、「一期一会」という言葉から今日という日を一生の思い出にしてくださいと語る。
6. フォトグラフ
7. もう少し あと少し…
8. 眠れない夜を抱いて
TV初出演時に歌った曲として紹介。当時と同じくらい緊張していると話した後すぐに曲名を言おうとした矢先に、女性客から「頑張って!」と声が掛かったため曲名を言うタイミングを外して照れてしまい、客席から励まされる一幕がある。
9. My Baby Grand 〜ぬくもりが欲しくて〜
10. IN MY ARMS TONIGHT
11. あの微笑みを忘れないで
12. この愛に泳ぎ疲れても
最後の曲である事を申し訳なさそうに紹介し、客席からの「えーっ!?」という声に戸惑いつつも「これからもZARDをよろしくお願いします。」と挨拶。ここでプログラムが終わり、数秒後にアンコールに移る。

〜ENCORE〜
1. 遠い星を数えて
2. 負けないで
2番のサビでは客席に「みんな一緒に!」と呼びかけ、大合唱となる。

### DISC2 LIVE SPECIAL CD-ROM 〜Cruising HAZARD〜
- Quick Time Playerのインストールが必要。
- ライブ映像を見るためには船の中でパスを探すというゲームに挑戦しなければならない。30分間の間に、5階～7階の客室からパスを見つけ、8階のライブ会場に行くというもの。部屋の数はかなり多く、いくつかの部屋にはZARDのディスコグラフィーやフォトグラフィーのある部屋がある。船の舳先に行くと、クルーザーの出航や航行中の映像を見ることが出来る。また銃撃に遭う部屋では残り時間が半分減らされ、ヘリコプターからのミサイル攻撃に遭うに入るとゲームオーバーになる。タイムオーバーになったら強制的にエンドロールが流れCDが終了する。成功した場合はライブ映像を見ることができる。なおパスやアトラクションの部屋は毎度同じ部屋とは限らない。
- 上記ゲームを飛ばしたい場合は、CD-ROMの中のMEDIAフォルダからMOVIE.MOVを直プレイする事が可能。また発売当時にはゲームを飛ばす隠しコマンドがあり、ShiftキーとZキーを同時に押すと直接ライブ映像の視聴が可能である。
- また、メイン画面で、ShiftキーとZキーを同時に押すと、何階のどの部屋に何があるかがわかるようになっている。
- ライブ映像の最後には「永遠 (English Version)」が流れる（1コーラスのみ）。現時点では、このCD-ROMとベスト・アルバム『ZARD BEST The Single Collection 〜軌跡〜』の3次特典CD-ROM以外で聴くことはできない（コンサート会場のみで発売およびファンクラブ会員にプレゼントされたリミックス＆レア音源集『Cool City Production Vol.6 ZARD 〜WHAT RARE TRACKS!〜』に収録されているリミックス・バージョン「永遠 (Till the end of time mix)」として聴くことは可能である）。
- 現代のパソコンでCD-ROMを起動しライブ映像を見るとノイズが発生する。

### VHSビデオカセットZARDmaking of CRUISING & LIVE The Day Of 1999.8.31
```
～8月30日（ライブ前日）～
18:00　機材車、到着
19:00　機材搬入
21:00　ステージ設営
22:00　会場設営
23:00　照明セッティング
```

```
～8月31日（ライブ当日）～
 5:00　夜明け
 7:00　セクション･チェック
10:00　サウンド･チェック
13:00　リハーサル
13:30　乗船
14:00　出港
16:30　開場
17:10　ライブ
```

```
Live Digest (Short Version)
揺れる想い～
君がいない～
世界はきっと未来の中～
負けないで
```

## 参加ミュージシャン
本作には明記されていないが、隔週刊「ZARD CD&DVD COLLECTION」の第3号で明らかになった。
- 大賀好修：Guitar
- 岡本仁志：Guitar
- 森崇：Drums
- 山本浩嗣：Keyboards
- 麻井寛史：Bass
- 山本涼子：Chorus
- 大野愛果：Keyboards & Chorus
- 古井弘人：Live Arrangement